# Friedrich-Wilhelm Bock
Friedrich-Wilhelm Bock (5 de maio de 1897 - 11 de junho de 1978) foi um oficial alemão que serviu durante a Segunda Guerra Mundial. Foi condecorado com a Cruz de Cavaleiro da Cruz de Ferro.

## Condecorações
| Cruz de Ferro 2ª Classe                         |
| Cruz de Ferro 1ª Classe                         |
| Folhas de Carvalho nº 570 2 de setembro de 1944 |